# Wybory prezydenckie w Stanach Zjednoczonych w 1928 roku

Mapa wyborcza Stanów Zjednoczonych w 1928 roku. Liczba na mapie określa liczbę przedstawicieli stanu w Kolegium Elektorów

Wybory prezydenckie w Stanach Zjednoczonych w 1928 roku – trzydzieste szóste wybory prezydenckie w historii Stanów Zjednoczonych. Na urząd prezydenta wybrano Herberta Hoovera, a wiceprezydentem został Charles Curtis.

## Kampania wyborcza
W 1928 urzędujący prezydent Calvin Coolidge był bardzo popularny wśród społeczeństwa, a opinia publiczna była zadowolona z rządów z uwagi na utrzymujący się wysoki poziom koniunktury. Mimo tego zapowiedział, że nie będzie ubiegał się o reelekcję, zatem Partia Republikańska musiała wystawić innego kandydata. Na konwencji, odbywającej się w Kansas City w dniach 12-15 czerwca 1928, Herbert Hoover uzyskał wymaganą większość w pierwszym głosowaniu, dystansując drugiego Charlesa Curtisa. Curtis ostatecznie otrzymał nominację wiceprezydencką. Program republikanów oparty był na tzw. „New Day” i zakładał utrzymanie wysokich taryf celnych, pomoc dla farmerów i utrzymanie prohibicji. Konwencja Partii Demokratycznej odbyła się w Houston, także w czerwcu 1928. Ugrupowanie nadal było podzielone, głównie z powodu prohibicji, a swoim kandydatem mianowała Alfreda Smitha. Kandydatem Partii Socjalistycznej został Norman M. Thomas. Demokraci postulowali usunięcie XVIII poprawki do Konstytucji, lecz poza tym ich gospodarczy program niewiele odbiegał od republikanów. Z tego powodu tory kampanii skierowały się na inne tory i skupiały się na wyznaniu Smitha, który był pierwszym katolikiem nominowanym na prezydenta, przez jedną z dwóch głównych partii. Bigoteria atakowała kandydata demokratów, zarzucając że po objęciu urzędu odda władzę nad Stanami Zjednoczonymi papieżowi. Hoover dystansował się od tych ataków, jednak ignorował także swojego przeciwnika w kampanii, nie spotykając się z nim ani razu. Oba te czynniki przyczyniły się do zwycięstwa republikanów.

## Kandydaci

### Partia Demokratyczna

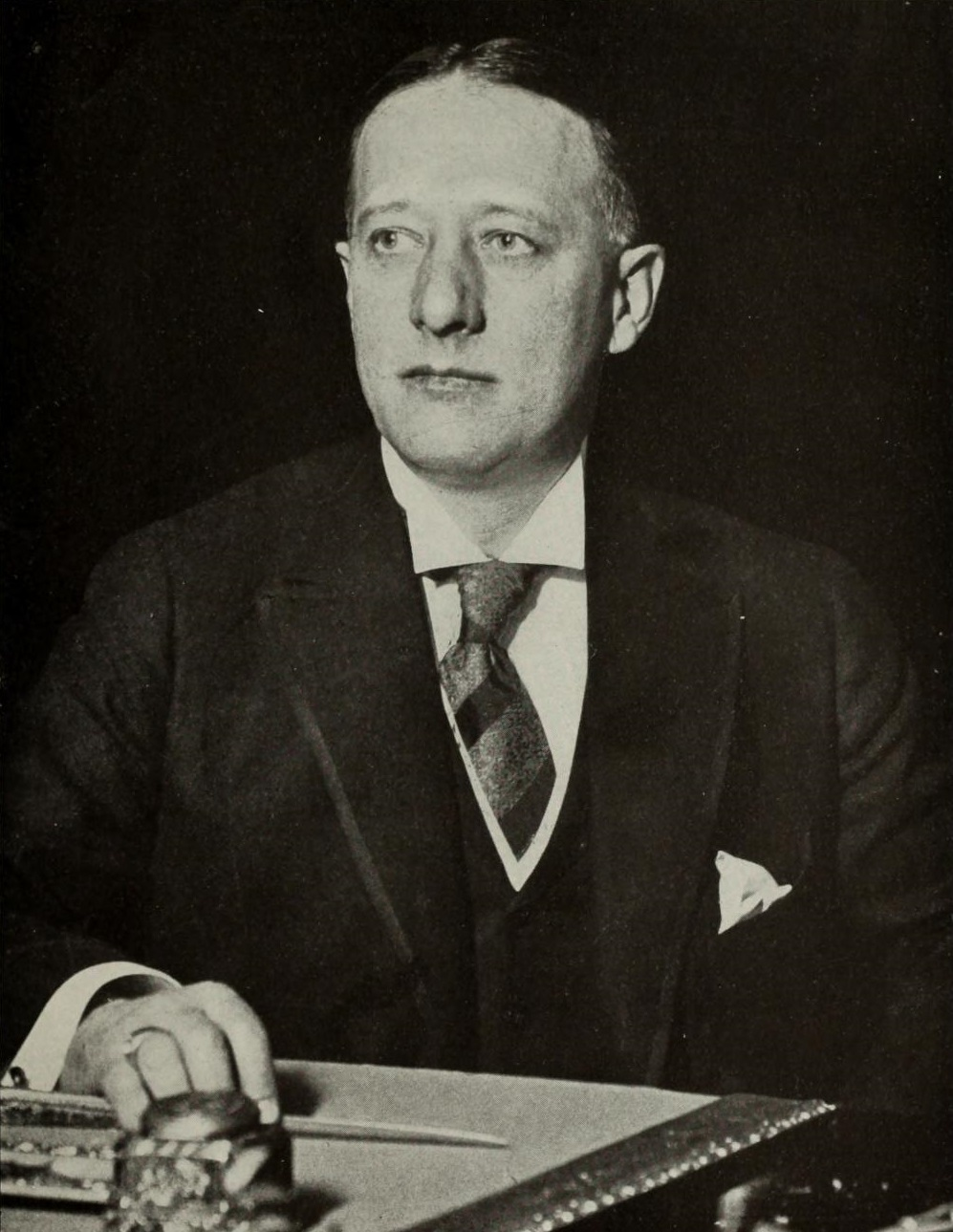
Alfred Smith
Joseph Robinson

### Partia Republikańska

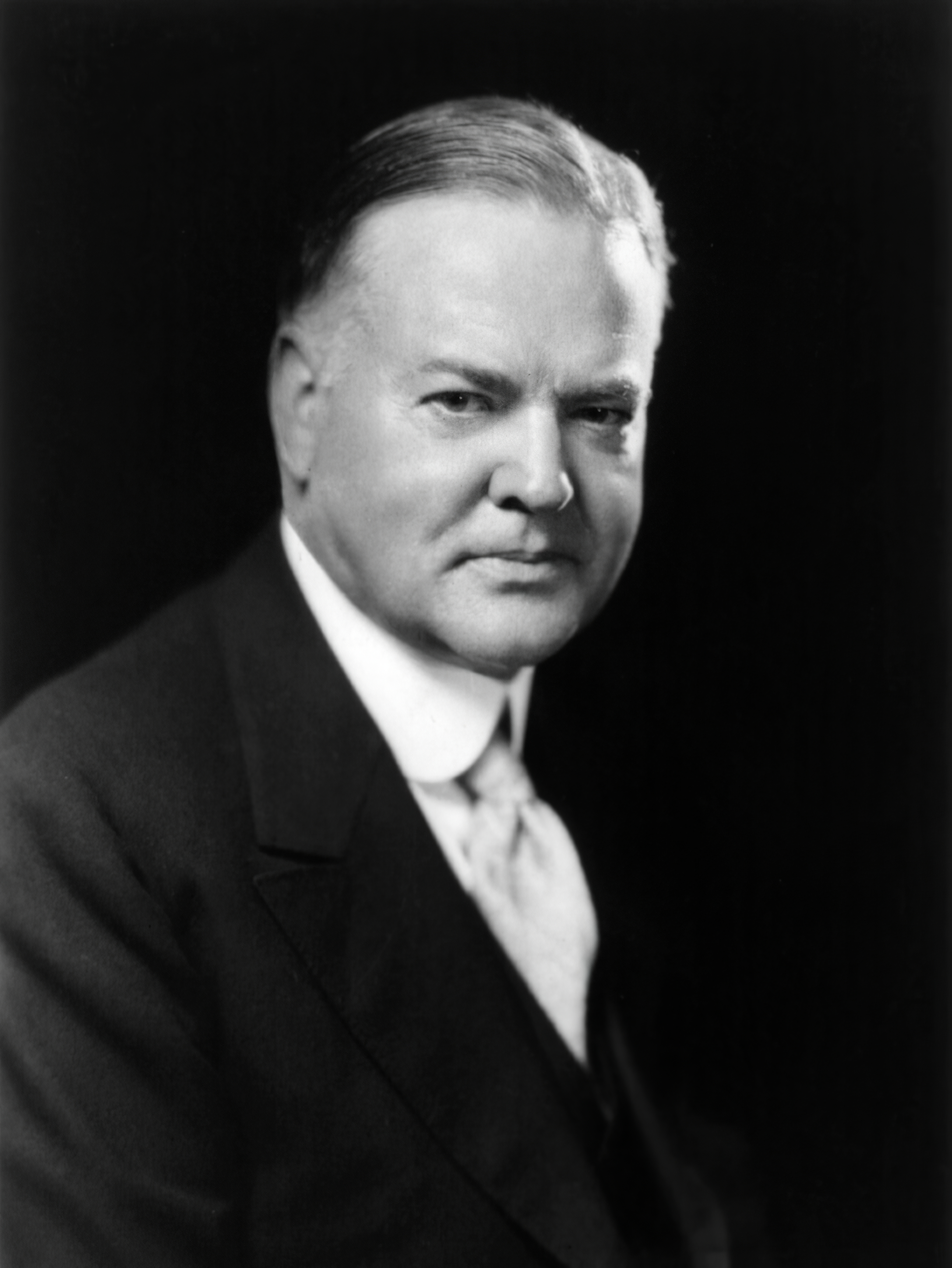
Herbert Hoover
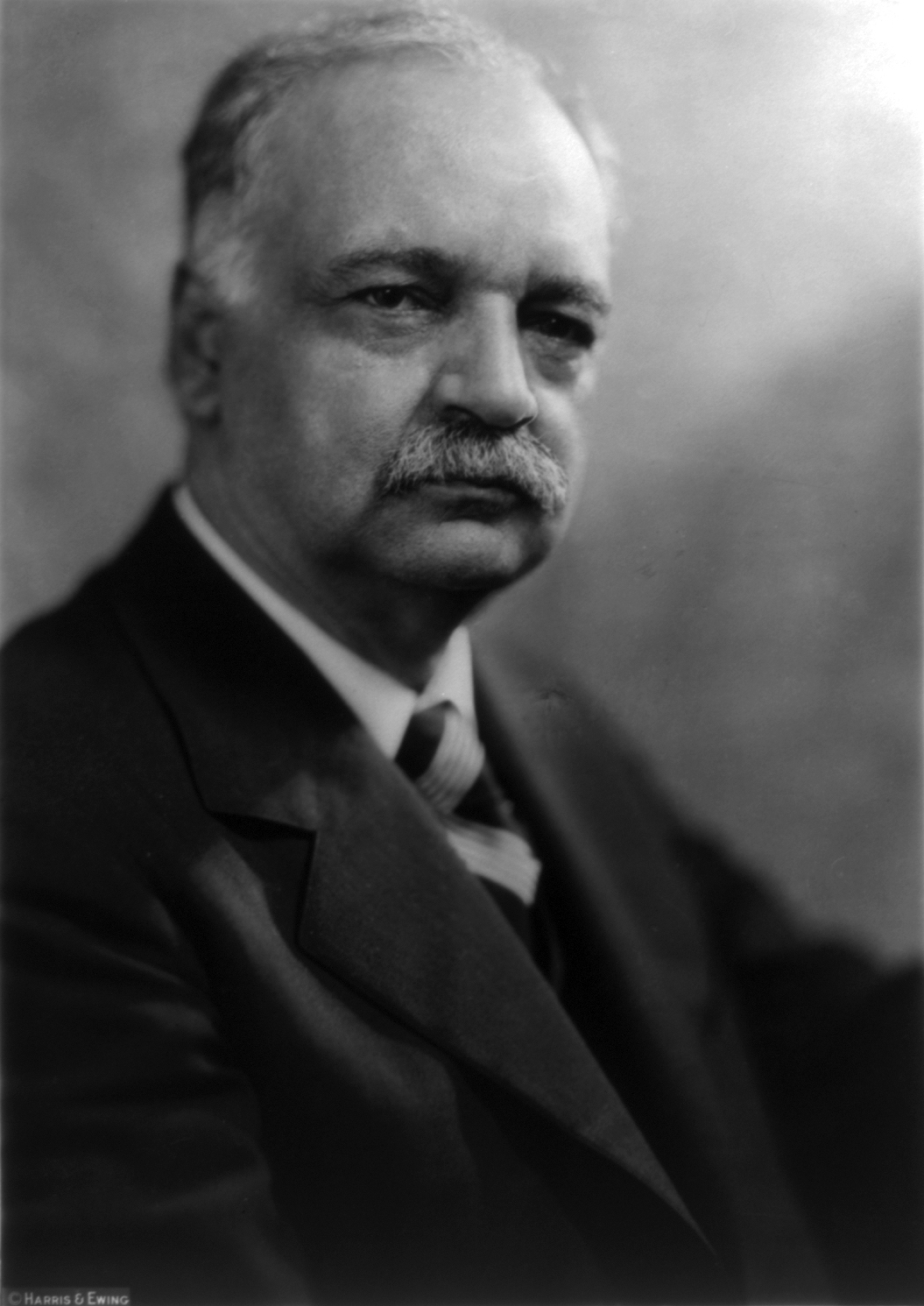
Charles Curtis

### Socjalistyczna Partia Ameryki

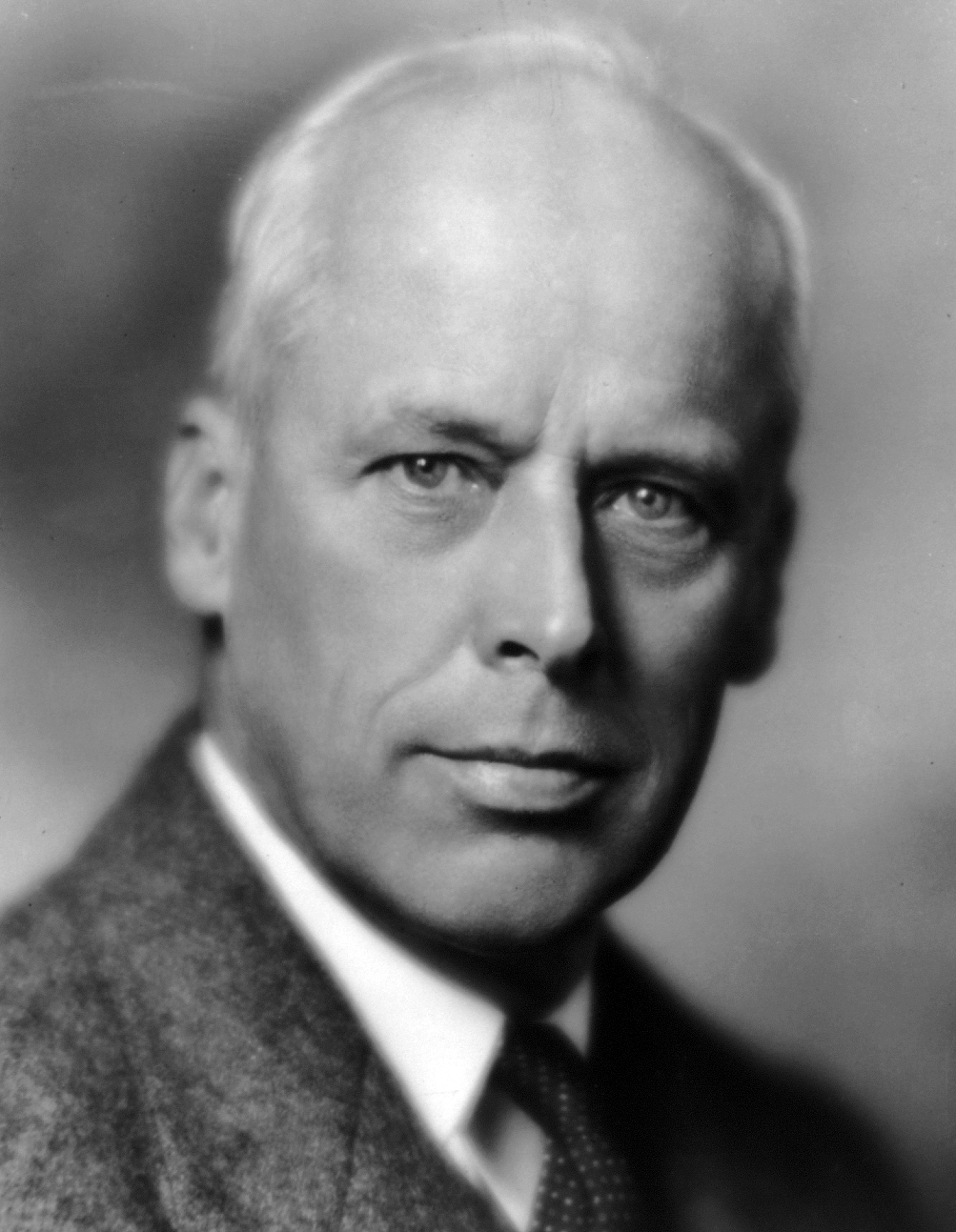
Norman Thomas

## Wyniki głosowania
Głosowanie powszechne odbyło się 6 listopada 1928. Hoover uzyskał 58,2% poparcia, wobec 40,8% dla Smitha i 0,7% dla Thomasa. Ponadto, około 110 000 głosów oddano na niezależnych elektorów, głosujących na innych kandydatów. Frekwencja wyniosła 56,9%. W głosowaniu Kolegium Elektorów Hoover uzyskał 444 głosy, przy wymaganej większości 266 głosów. Na Smitha zagłosowało 87 elektorów. W głosowaniu wiceprezydenckim zwyciężył Curtis, uzyskując 444 głosy, wobec 87 dla Josepha Robinsona.
Herbert Hoover został zaprzysiężony 4 marca 1929 roku.
| Kandydat na prezydenta | Partia                        | Głosowanie powszechne | Głosowanie powszechne | Kolegium Elektorów |
| Kandydat na prezydenta | Partia                        | Głosy                 | Procent               | Kolegium Elektorów |
| ---------------------- | ----------------------------- | --------------------- | --------------------- | ------------------ |
| Herbert Hoover         | Partia Republikańska          | 21 437 277            | 58,2%                 | 444                |
| Al Smith               | Partia Demokratyczna          | 15 007 698            | 40,8%                 | 87                 |
| Norman Thomas          | Socjalistyczna Partia Ameryki | 265 583               | 0,7%                  | 0                  |
| Łącznie                | Łącznie                       | Łącznie               | Łącznie               | 531                |

| Kandydat na wiceprezydenta | Partia               | Kolegium Elektorów |
| -------------------------- | -------------------- | ------------------ |
| Charles Curtis             | Partia Republikańska | 444                |
| Joseph Robinson            | Partia Demokratyczna | 87                 |
| Łącznie                    | Łącznie              | 531                |